# Rune Carlsten
Rune Carlsten, nome completo Rune Wilhelm Carlsten (Stoccolma, 2 luglio 1890 – Stoccolma, 12 ottobre 1970), è stato un attore e regista svedese.

## Filmografia

### Attore
- Hemsöborna, regia di Carl Barcklind (1919)
- La primula nera (Lasse-Maja), regia di Gunnar Olsson (1941)
- Hem från Babylon, regia di Alf Sjöberg (1941)
- Mannekäng i rött, regia di Arne Mattsson (1958)

### Regista
- Ett farligt frieri (1919)
- Bomben (1920)
- Räkna de lyckliga stunderna blott (1944)
- Vändkorset
- Rose nere (Svarta rosor) (1945)
- Den allvarsamma leken (1945)
- Eviga länkar (1946)